# Château de Kerminisy
Le château de Kerminisy est situé à Saint-Tugdual en France.

## Localisation
Le château est situé sur le territoire de la commune de Saint-Tugdual, au lieu-dit Kerminizy, dans le département du Morbihan en région Bretagne.

## Description
Le corps principal du château est construit à la fin du XVIe siècle ou au premier quart du XVIIe siècle pour Jean de Deaujouan ; vers 1674 (date inscrite sur charpente) construction de la travée orientale du corps principal pour J.A. du Talhouet. Au XVIIIe siècle construction de l'appentis ouest et de l'aile nord. En 1910, construction de la tour nord-est,.

## Historique
Le nom du château signifie en breton lieu d'asile et provient très probablement des Hospitaliers de l'ordre de Saint-Jean de Jérusalem lorsqu'ils possédaient une partie de la région. La partie gauche de l'édifice date de 1600, la partie droite de 1674. La grosse tour carrée de style anglais est un ajout de 1911. Le château appartenait en 1627 à Valentin de Talhoët et Jeanne Le Lagadec, sieur et dame de Sévérac. Cette terre resta par la suite à cette famille puisque René Armand de Talhoët est propriétaire de ce domaine en 1759. 
Le château est inscrit à l'inventaire général du patrimoine culturel.